# Regiunea Inchiri
Inchiri (arabă انشيرى) este o regiune vestică a Mauritaniei cu reședința la Akjoujt. Cuprinde un singur departament: Akjoujt.
Se învecinează cu regiunile Adrar la est, Trarza la sud și Dakhlet Nouadhibou la nord și  vest, de-a  lungul coastei atlantice.